# (27849) Suyumbika
(27849) Suyumbika est un astéroïde de la ceinture principale.

## Description
(27849) Suyumbika est un astéroïde de la ceinture principale. Il fut découvert le 29 octobre 1994 à Zelenchukskaya Station par Timur V. Kryachko. Il présente une orbite caractérisée par un demi-grand axe de 2,25 UA, une excentricité de 0,20 et une inclinaison de 5,0° par rapport à l'écliptique.

## Compléments